# スクマナ

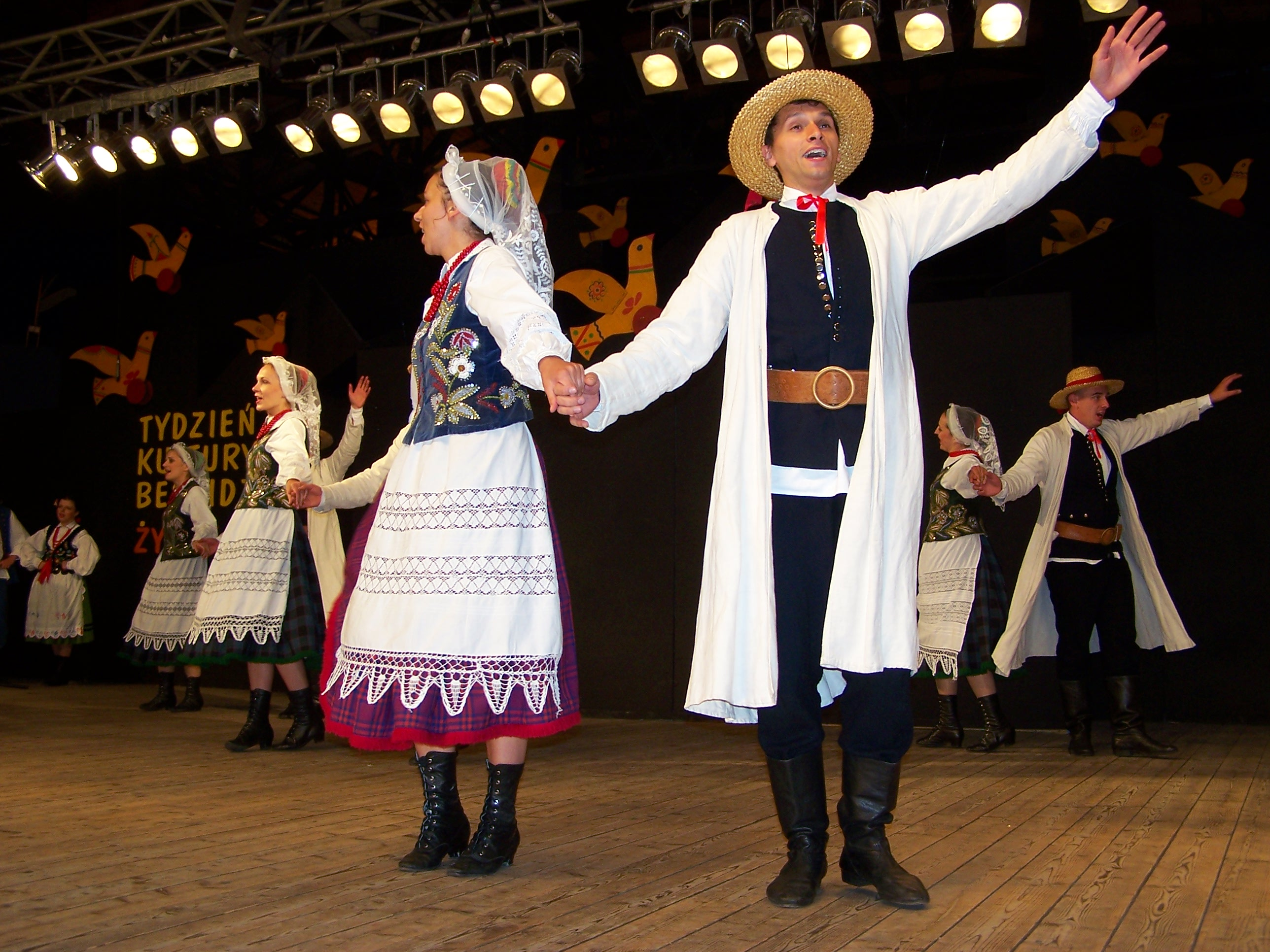
ポーランドのダンサー（2006年）。男性が羽織っている白い服がスクマナ。

スクマナ (ポーランド語: sukmana)は、ポーランドを中心にみられる、伝統的に農民が羽織るコートの一種（ポーランドの民族衣装）。他のヨーロッパ諸国、特にスラヴ系諸国やハンガリー（ソクマーニszokmányと呼ばれている）でも見ることができる。特に18世紀から19世紀には一般的に使われていた。ラシットのような簡素な手織りの毛織物で、羊毛本来の白色や灰色を残してつくられるのが一般的である。袖があり、長い裾の下に行くにつれて広くなっていく。
一般には男性の衣服であるが、女性が着る場合もある。